# Temnaspis quadriplagiata
Temnaspis quadriplagiata is een keversoort uit de familie halstandhaantjes (Megalopodidae). De wetenschappelijke naam van de soort werd in 1934 gepubliceerd door Gilbert Ernest Bryant.